# Tour della nazionale maschile di rugby a 15 della Scozia 1988
Nel periodo tra la Coppa del Mondo di rugby 1987 e l'edizione del 1991, la Nazionale di rugby a 15 della Scozia effettuò annualmente una serie di tour.
Nel 1988, una selezione sperimentale si recò in Zimbabwe.

## Risultati
| Bulawayo 21 maggio 1988 | Zimbabwe | 10 – 31 | Scozia XV |  |

| Harare 28 maggio 1988 | Zimbabwe | 7 – 34 | Scozia XV |  |